# Evesen
Evesen ist ein Ortsteil der Stadt Bückeburg im niedersächsischen Landkreis Schaumburg und liegt direkt an der westlich verlaufenden Grenze zu Nordrhein-Westfalen.

## Geografie und Verkehrsanbindung
Der Ortsteil liegt nordwestlich des Stadtkerns von Bückeburg. Nördlich erstreckt sich der Schaumburger Wald. Westlich verläuft die B 482, südlich die B 65. Durch den Ort fließt die Kleine Aue, eine Abzweigung der Bückeburger Aue, die südlich vom Ort fließt. Unweit nördlich vom Ort führt der Mittellandkanal vorbei. Ebenfalls Bestandteil des Ortskerns ist die Bahnstrecke Hannover–Minden, an der Evesen früher einen Haltepunkt hatte. Östlich liegt das 65 ha große Naturschutzgebiet Bückeburger Niederung.
Zum Ortsteil Evesen mit 3696 Einwohnern gehören neben Evesen mit 338 Einwohnern noch die Dörfer Berenbusch, Nordholz, Petzen und Röcke.

## Geschichte
Im Jahr 1939 wurden Petzen, Röcke, Berenbusch, Nordholz und der Gutsbezirk Höckersau eingemeindet, damit entstand die Großgemeinde Evesen. Seit der Gebietsreform im März 1974 gehört Evesen zur Stadt Bückeburg.

## Politik
Der Ortsrat, der Evesen vertritt, setzt sich aus neun Mitgliedern zusammen. Die Ratsmitglieder werden durch eine Kommunalwahl für jeweils fünf Jahre gewählt.
Bei der letzten Kommunalwahl 2021 ergab sich folgende Sitzverteilung:
| Ortsrat 2021Insgesamt 9 Sitze - SPD: 5 - Grüne: 1 - CDU: 3 |

## Söhne und Töchter des Ortes
- Ernst Hohmeyer (* 1882; † 1966 in Evesen), Landwirt und Politiker (DNVP)